# Posse de William Howard Taft
A posse de William Howard Taft como o 27º Presidente dos Estados Unidos ocorreu em 4 de março de 1909 na Câmara do Senado do Capitólio dos Estados Unidos em Washington, D.C.. A posse marcou o começo do único mandato de Taft e James S. Sherman como presidente e vice-presidente.

## Eventos
A cerimônia de posse foi transferida para o interior do prédio do Capitólio, em vez de acontecer no tradicional pórtico leste, por causa de uma grande tempestade de neve que cobriu Washington na noite anterior. Taft fez seu juramento de posse com a mão em cima de uma bíblia de um século de idade pertencente à Suprema Corte.
O desfile inaugural não foi cancelado apesar do clima adverso; seis mil trabalhadores e quinhentas carroças removeram 58 mil toneladas de neve para limpar o caminho do desfile. Pela primeira vez na história a nova primeira-dama, Helen Herron Taft, participou do desfile junto com o marido durante todo o trajeto do Capitólio até a Casa Branca.
Um baile foi realizado durante a noite no Edifício Pension. Este foi o último baile inaugural até 1949, já que o presidente seguinte Woodrow Wilson pediu para que a cidade de Washington não o realizasse. A tradição do baile só foi restaurada na segunda posse de Harry S. Truman.